# Liste von Söhnen und Töchtern der Stadt Tula
Dies ist eine Liste bekannter Persönlichkeiten, die in der russischen Stadt Tula geboren wurden.

## 17. Jahrhundert
- Nikita Demidow (1656–1725), Industrieller

## 19. Jahrhundert

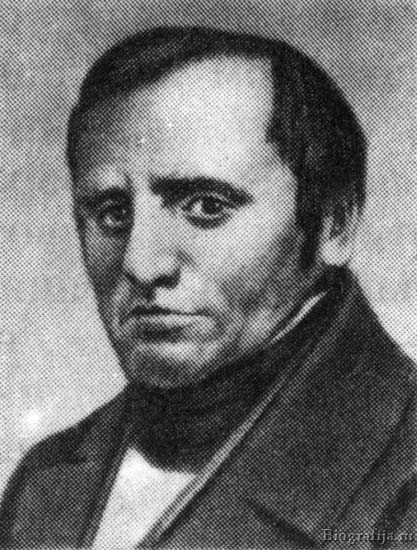
Iwan Sacharow
(1807–1863)

- Iwan Sacharow (1807–1863), Ethnograph
- Dmitri Koptew (1820–1867), Dichter[1]
- Konstantin Uschinski (1824–1871), Pädagoge
- Karl Johann Maximowicz (1827–1891), deutsch-russischer Botaniker
- Nikolai Uspenski (1837–1889), Schriftsteller
- Gleb Uspenski (1843–1902), Schriftsteller
- Jelisaweta Litwinowa (1845–1919), Mathematikerin und Pädagogin
- Marianne von Werefkin (1860–1938), Malerin des Expressionismus
- Nikolai Merzalow (1866–1948), Professor für Mechanik und Thermodynamik
- Wikenti Weressajew (1867–1945), Schriftsteller
- Pjotr Suschkin (1868–1928), Zoologe, Biogeograf und Paläontologe
- Michail Pokrowski (1869–1942), Philologe
- Pawel Ofrossimow (1872–1946), Generalmajor im Ersten Weltkrieg[2]
- Wladimir Basarow (1874–1939), Philosoph
- Konstantin de Rochefort (1875–1961), Architekt
- Maria Ouspenskaya (1876–1949), Schauspielerin
- Wassili Degtjarjow (1880–1949), Waffenkonstrukteur
- Alexander Trojanowski (1882–1955), Diplomat
- Wladimir Iwanow (1893–1938), Staats- und Parteifunktionär
- Wassili Fomin (1899–1960), Konstrukteur und Generalmajor
- Sergei Tokarew (1899–1985), Ethnologe und Religionswissenschaftler

## 20. Jahrhundert

### 1901–1950

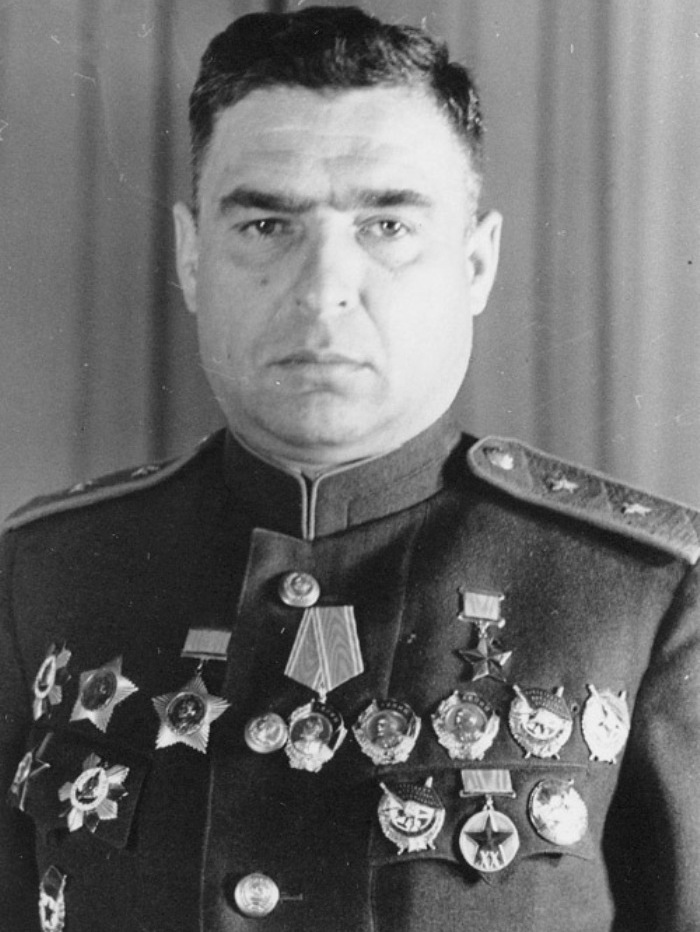
Pawel Polubojarow
(1901–1984)

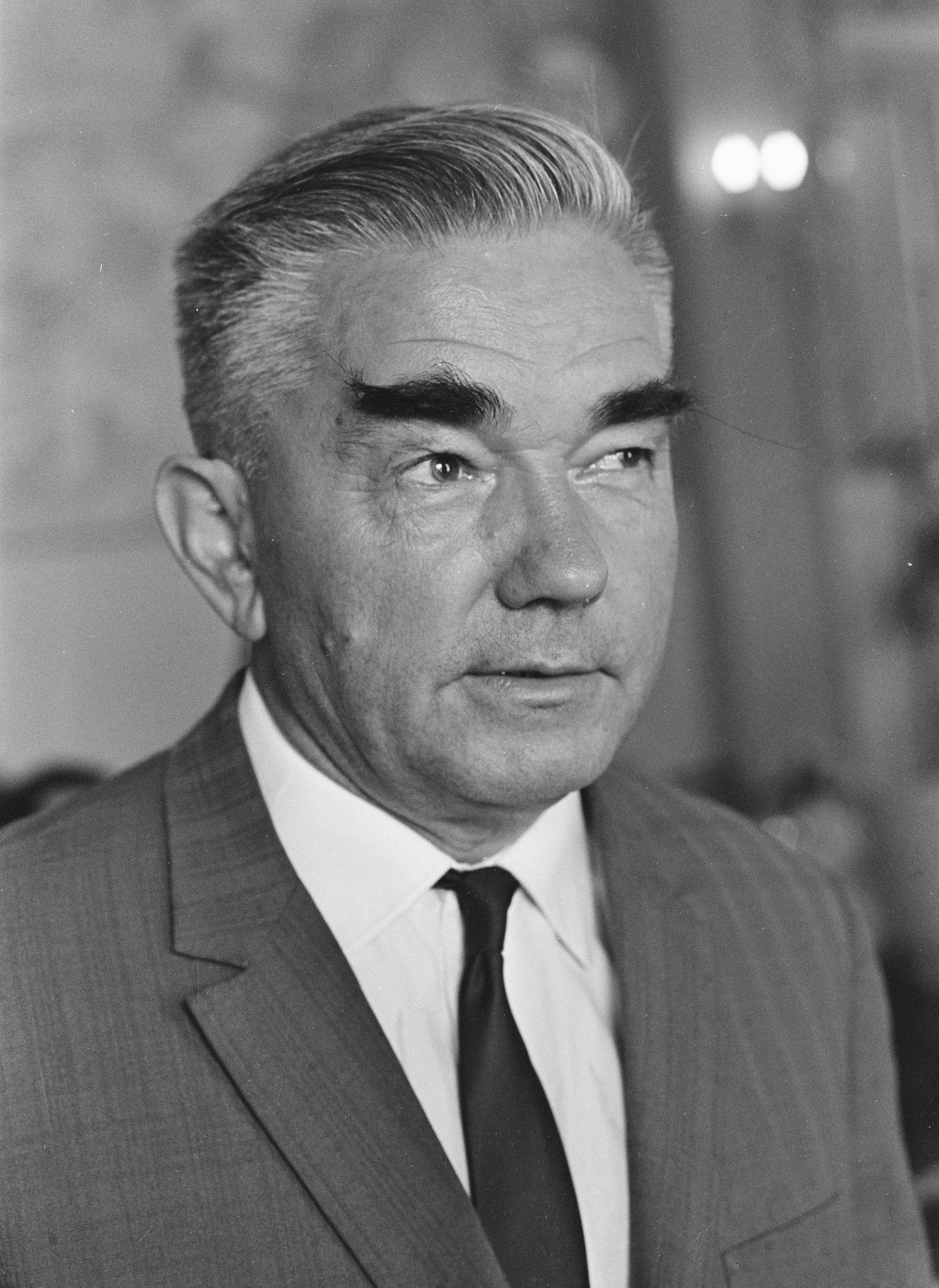
Alexander Kotow
(1913–1981)

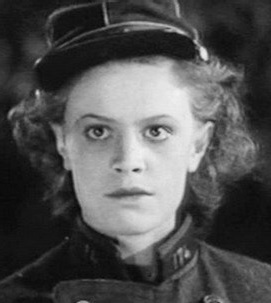
Antonina Maximowa
(1916–1986)

- Michail Grezow (1901–1970), Generalmajor[3]
- Pawel Polubojarow (1901–1984), Marschall der Panzertruppen
- Konstantin Kasakow (1902–1989), Marschall der Artillerie[4]
- Wassili Wachruschew (1902–1947), Politiker
- Pjotr Degtjarjow (1903–1985), Generalleutnant[5]
- Wadim Aschurkow (1904–1990), Historiker[6]
- Konstantin Salischtschew (1905–1988), Kartograph
- Walentin Kamenski (1907–1975), Architekt und Stadtplaner
- Wladimir Suchodolski (1907–1966), Generalmajor[7][8]
- Nikolai Tokarew (1907–1944), Generalmajor
- Serafim Ljalin (1908–1976), Generalleutnant[9]
- Boris Mesenzew (1911–1970), Architekt und Hochschullehrer
- Konstantin Rudnew (1911–1980), Politiker
- Alexander Kotow (1913–1981), Schachspieler
- Ardalion Malygin (1913–1999), Generalleutnant[10]
- Jewgeni Tolstikow (1913–1987), Polarforscher
- Olga Klepikowa (1915–2010), Segelfliegerin, Fluglehrerin und Testpilotin
- Pawel Rudakow (1915–1993), Musiker und Filmschauspieler
- Nikolai Tolstuchin (1915–1987), Held der Sowjetunion
- Antonina Maximowa (1916–1986), Schauspielerin
- Wiktor Solowjow (1916–1992), Vizeadmiral[11][12]
- Algirdas Julien Greimas (1917–1992), Semiotiker
- Grigori Sutschkow (1917–1979), Leichtathlet[13]
- Zbigniew Lengren (1919–2003), polnischer Karikaturist
- Jewsei Rotenberg (1920–2011), russischer Kunsthistoriker und Autor
- German Galynin (1922–1966), Komponist
- Lew Saikow (1923–2002), Politiker
- Nikolai Prokopowitsch (1925–2005), Schauspieler[14]
- Walentin Brylejew (1926–2004), Theater- und Filmschauspieler sowie Synchronsprecher
- Juri Orechow (1927–2001), Bildhauer
- Wera Petrowa (1927–2001), Schauspielerin und Synchronsprecherin
- Antonina Kontschakowa (1928–2014), Theater- und Filmschauspielerin sowie Synchronsprecherin
- Jewgeni Grischin (1931–2005), Eisschnellläufer
- Oleg Ryschow (* 1932), Physiker und Hochschullehrer
- Stanislaw Kotschemassow (1934–2003), Generaloberst[15]
- Wjatscheslaw Newinny (1934–2009), Schauspieler[16]
- Galina Lebedewa  (1935–2021), Byzantinistin und Hochschullehrerin
- Eduard Gussew (1936–2016), Radsportler[17]
- Waleri Legassow (1936–1988), Chemiker
- Boris Sawostin (1936–2001), Radrennfahrer
- Wladimir Leonow (* 1937), Radrennfahrer[18]
- Walentina Maximowa (* 1937), Bahnradsportlerin[19][20]
- Boris Romanow (1937–2014), Radsportler[21]
- Wjatscheslaw Scharikow (1937–2004), Filmschauspieler
- Sergei Siwko (1940–1966), Boxer
- Waleri Poljakow (1942–2022), Arzt und Kosmonaut
- Walentina Sawina (* 1943), Radrennfahrerin

### 1951–2000

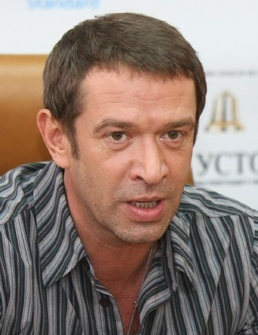
Wladimir Maschkow
(* 1963)

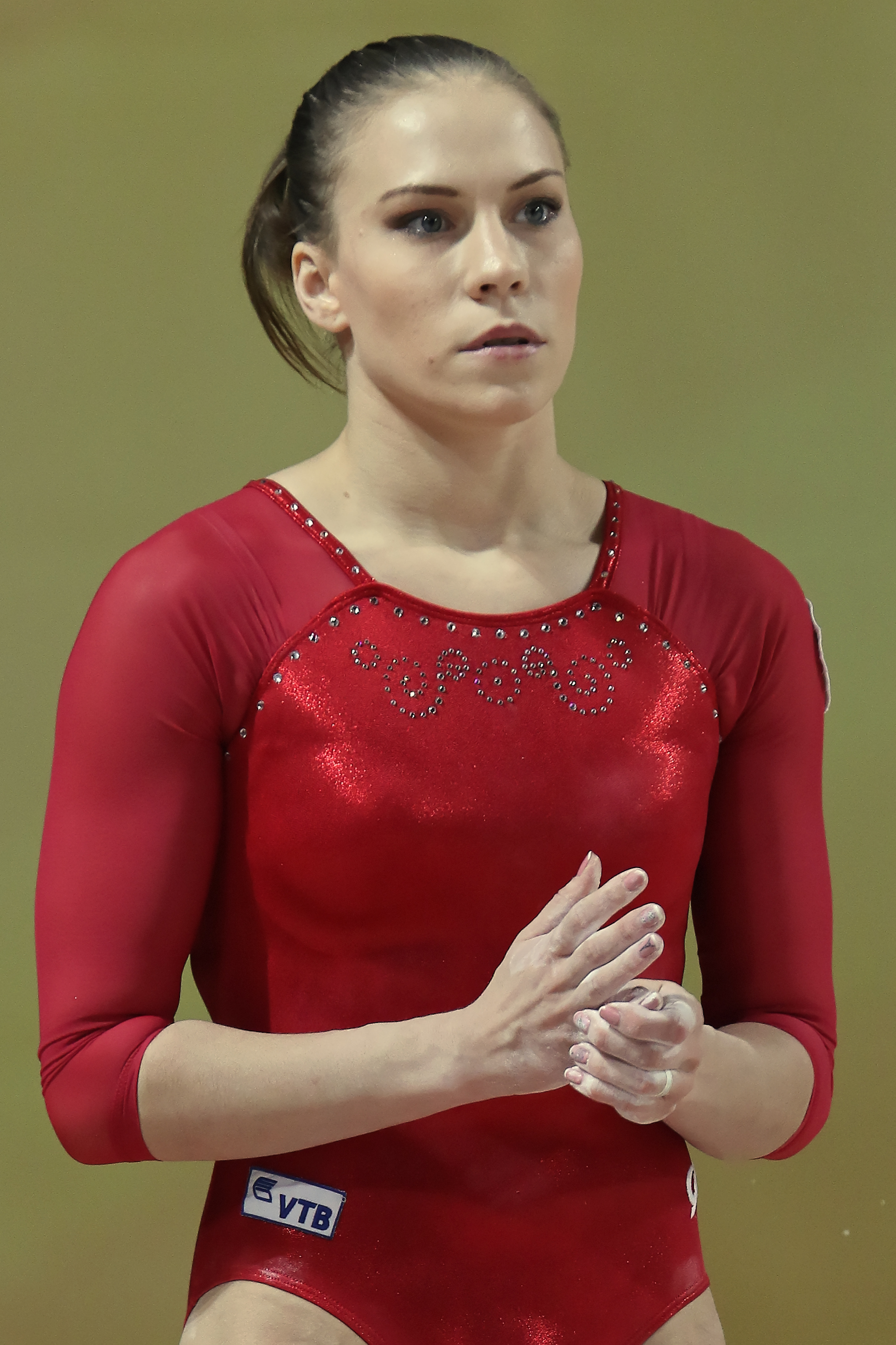
Xenija Afanassjewa
(* 1991)

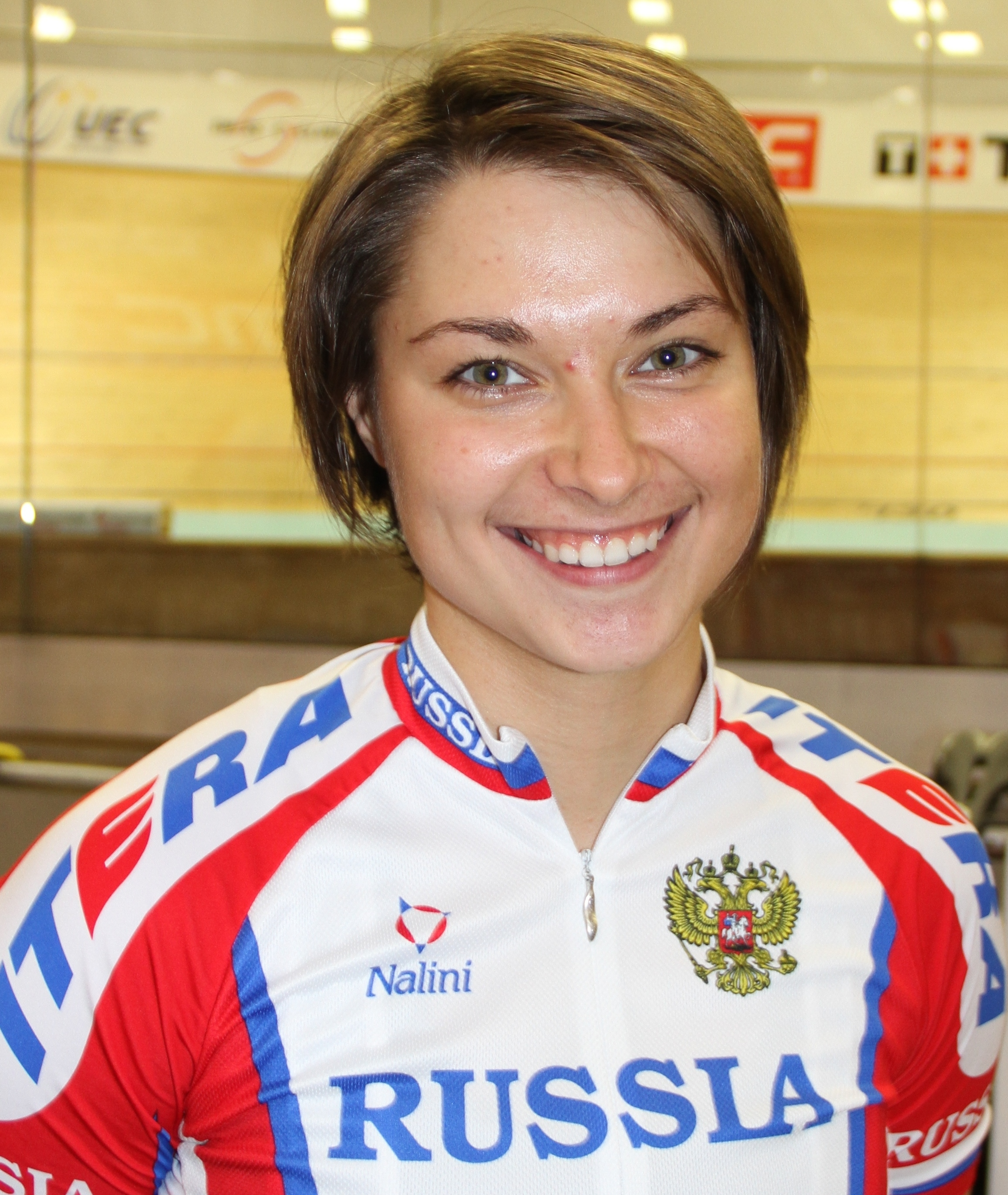
Jekaterina Gnidenko
(* 1992)

- Leonid Trutnew (1951–1995), Schauspieler
- Wladimir Afromejew (* 1954), Schachspieler und Geschäftsmann
- Witali Petrakow (* 1954), Radrennfahrer
- Jelena Andrejuk (* 1958), Volleyballspielerin[22]
- Sergei Kopylow (* 1960), Bahnradsportler
- Jelena Rabaja (* 1960), Sportschützin[23]
- Wladimir Maschkow (* 1963), Schauspieler
- Irina Kirillowa (* 1965), Volleyballspielerin
- Olga Nasarowa (* 1965), Sprinterin und Olympiasiegerin
- Irina Brandstetter (* 1966 als Irina Ananewa), Volleyballspielerin
- Michail Chmurow (* 1966), Schauspieler[24]
- Sergei Gawrilow (* 1966), Politiker[25]
- Oxana Grischina (* 1968), Bahnradsportlerin
- Walentina Kasakowa (* 1969), Generalmajor der Polizei[26]
- Sergejs Inšakovs (* 1971), lettischer Leichtathlet[27]
- Iryna Skripnik (* 1970), belarussische Skilangläuferin
- Wjatscheslaw Dajew (* 1972), Fußballspieler[28]
- Sergei Flerko (* 1972), Gewichtheber[29][30]
- Irina Rodina (* 1973), Judoka
- Juri Afonin (* 1977), Politiker (KPRF)
- Jekaterina Schulmann (* 1978), Politikwissenschaftlerin
- Sergei Kutscherow (* 1980), Radsportler[31]
- Michail Timoschin (* 1980), Radrennfahrer
- Wladimir Masow (* 1981), Fußballspieler[32]
- Maxim Mironow (* 1981), Operntenor
- Jelena Saweljewa (* 1984), Boxerin
- Jelena Possewina (* 1986), rhythmische Sportgymnastin und zweifache Olympiasiegerin
- Jewgenia Augustinas (* 1988), Bahnradsportlerin
- Alexei Worobjow (* 1988), Sänger und Schauspieler
- Jelena Breschniwa (* 1990), Radsportlerin
- Igor Frolow (* 1990), Straßenradrennfahrer
- Xenija Afanassjewa (* 1991), Kunstturnerin[33]

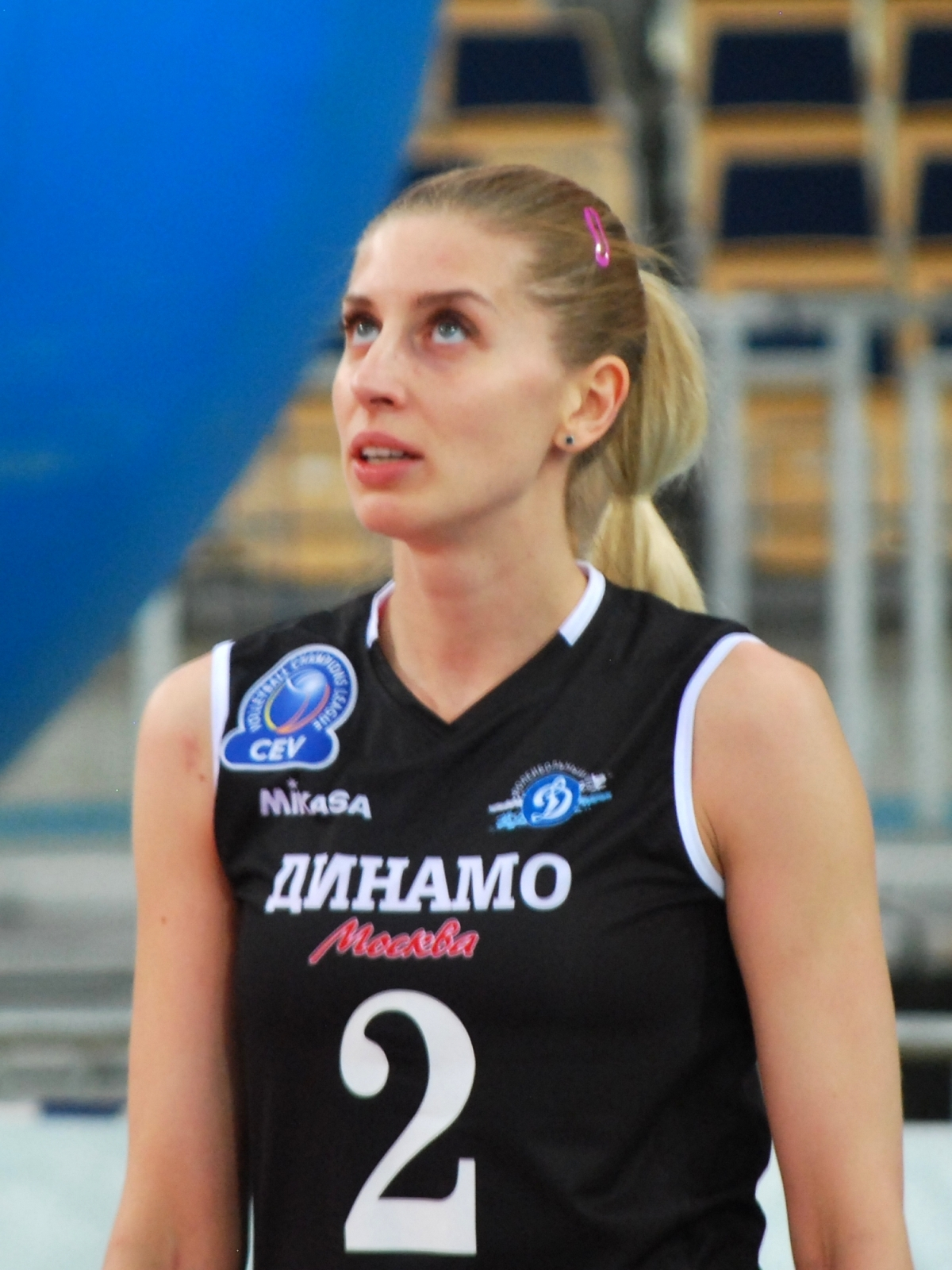
Darja Talyschewa
(* 1991)

- Darja Jewtuchowa (* 1991), Volleyballspielerin[34]
- Andrei Kusnezow (* 1991), Tennisspieler

- Darja Talyschewa (* 1991), Volleyballspielerin[35][36]
- Jekaterina Gnidenko (* 1992), Radrennfahrerin
- Jekaterina Rabaja (* 1993), Sportschützin[37]
- Nikita Schurschin (* 1993), Bahnradsportler
- Sergei Semjonow (* 1995), Ringer
- Tatjana Kisseljowa (* 1996), Radsportlerin
- Ilja Kuleschin (* 2000), Fußballspieler

## 21. Jahrhundert

### Ab 2001
- Jegor Agafonow (* 2002), Tennisspieler
- Daniil Pawlow (* 2002), Fußballspieler